# La Revilla de Calatañazor
La Revilla de Calatañazor es una localidad de la provincia de Soria, partido judicial de Soria, comunidad autónoma de Castilla y León, España. Pueblo del antiguo Alfoz de Calatañazor que pertenece al municipio de Quintana Redonda.
Blasco la llama La Revilla de Rioseco. El pueblo se asienta en un levantamiento del terreno, buen clima, posición deliciosa. Su horizonte es extenso y despejado.Tiene fuente de buenas aguas y un monte de carrasca.  Altitud: 1.015 m s. n. m.

## Historia
El Censo de Pecheros de 1528, en el que no se contaban eclesiásticos, hidalgos y nobles, registraba la existencia de 42 pecheros, es decir unidades familiares que pagaban impuestos. Pertenecía a la Comunidad de villa y tierra de Calatañazor.
A la caída del Antiguo Régimen la localidad se constituye en municipio constitucional en la región de Castilla la Vieja, partido de Soria  que en el censo de 1842 contaba con 36 hogares y 148 vecinos.
A mediados del siglo XIX crece el municipio porque se integra La Barbolla, Fuentelaldea y Monasterio contaba entonces con 120 hogares y 463 habitantes. 
Hasta la reforma de la nomenclatura municipal de 1916 el municipio se llamaba simplemente La Revilla. En dicha fecha su nombre fue modificado por el de La Revilla de Caltañazor. A finales del siglo XX desaparece el municipio porque se integra en Quintana Redonda.

## Geografía humana

### Demografía
| Gráfica de evolución demográfica de Revilla de Calatañazor entre 1842 y 1960 |
| |
| Población de derecho según los censos de población del INE Población de hecho según los censos de población del INEEn estos censos se denominaba Revilla, La: 1842, 1857, 1860, 1877, 1887, 1897, 1900 y 1910 Entre el censo de 1857 y el anterior, crece el término del municipio porque incorpora a 425013 (La Barbolla), 425043 (Fuentealdea) y 425066 (Monasterio) Entre el censo de 1970 y el anterior, este municipio desaparece porque se integra en el municipio 42144 (Quintana Redonda) |

En 1900 tenía 161 habitantes. A raíz del incendio que sufrió en 1967 fue perdiendo habitantes hasta la desbandada general en los años 70, común en la mayoría de los pueblos de Soria. En el año 2000 contaba con 7 habitantes (INE 2000). En 2021 aparecen censados cinco habitantes, tres hombres y dos mujeres.

## Lugares de interés
- Iglesia parroquial de la Natividad de Nuestra Señora. Iglesia con una parte gótica con fuerte torre rectangular rematada por una espadaña. Tiene hundida la techumbre y la torre se está cayendo. Este edificio se encuentra incluido en la Lista Roja del Patrimonio realizada por la asociación Hispania Nostra. Muestra las armas de los Padilla, señores de Calatañazor.
- Necrópolis arevaca del “Alto de la Cruz” en la que se encontraron 34 vestigios de enterramiento y tres ajuares, con una cronología de los Siglos IV y III a. C. Ha sido muy deteriorado por las labores agrícolas (ORTEGO, Teógenes. La necrópolis arévaca de la Revilla. Congreso nacional de arqueología. Murcia 1982)
- Yacimiento de “Prado Gordo” donde se ha encontrado gran cantidad de erámica Sigillata, común y pintada de época tardo-romana, pudiendo corresponder a una villa ocupada en el siglo IV.  También se produjo el hallazgo casual de un hacha pulimentada en las calles del pueblo.